# Gabriel Bontempo
Gabriel Morais Silva Bontempo dit Gabriel Bontempo, né le 16 janvier 2005 à Uberaba au Brésil, est un footballeur brésilien qui évolue au poste de milieu central au Santos FC.

## Biographie

### En club
Né à Uberaba au Brésil, Gabriel Bontempo est formé par le Santos FC qu'il rejoint à l'âge de dix ans. Le 8 juillet 2022 il signe son premier contrat professionnel avec son club formateur, d'une durée de trois ans.
Il joue son premier match en professionnel avec Santos, lors d'une rencontre de Campeonato Paulista contre l'Associação Esportiva Velo Clube Rioclarense (en) le 25 janvier 2025. Il est titularisé et son équipe est battue par deux buts à un,.
Le 4 février 2025, Bontempo prolonge son contrat avec Santos, étant désormais lié au club jusqu'en décembre 2027.
Bontempo joue son premier match de première division brésilienne contre le CR Vasco da Gama, le 30 mars 2025. Il est directement titularisé lors de ce match perdu par son équipe (2-1 score final).